# Ich bin der Doktor Eisenbart

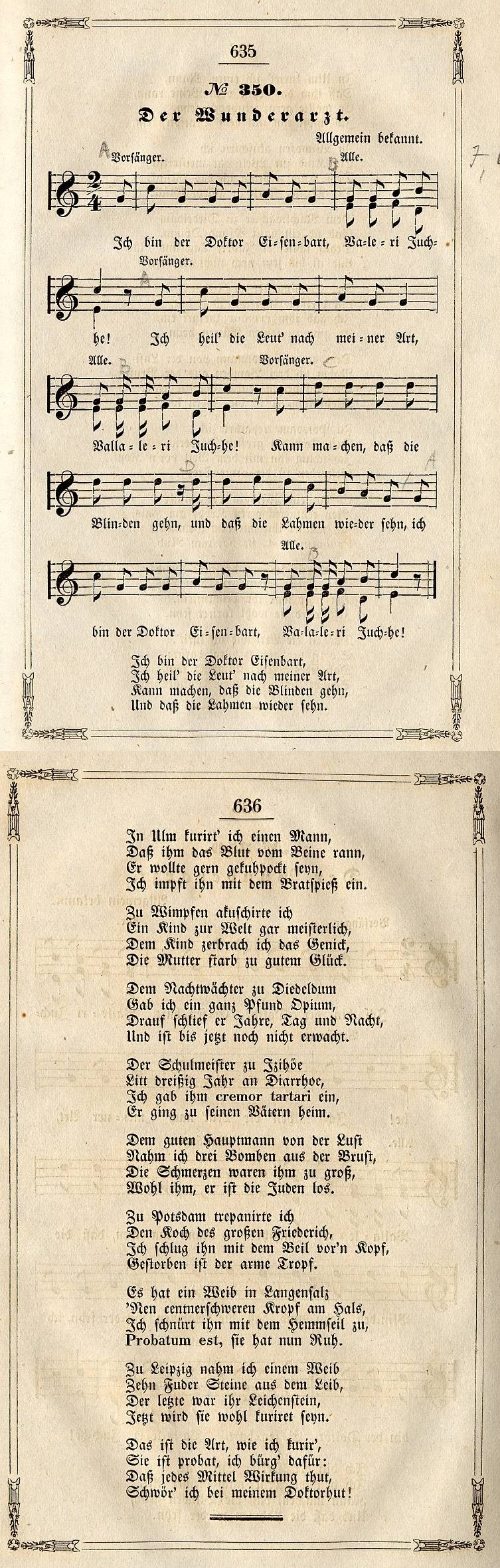
Ich bin der Doktor Eisenbart, Erstdruck mit Melodie, Berlin 1840

Ich bin der Doktor Eisenbart ist ein um 1800 entstandenes Volks-, Studenten- bzw. Trinklied, auch Eisenbart-Lied genannt. Darin geht es um die Behandlungsmethoden des Johann Andreas Eisenbarth, der in dem Lied als Kurpfuscher dargestellt wird. Es existieren zahlreiche Abwandlungen, von denen die früheste datierbare Veröffentlichung von 1814 aus dem Kommersbuch der Studentenverbindung Germania aus Göttingen stammt. Die erste Publikation mit Melodie erschien 1840. Im 20. Jahrhundert wandelte sich das Studentenlied zum Jugend- und Kinderlied, dessen Melodie schließlich auch die Grundlage für das ebenfalls populäre Ein Mann, der sich Kolumbus nannt bildete.
Bisher war man der Annahme, die erste Publikation des Eisenbarth-Liedes mit einer Melodie stamme aus dem Jahr 1840. Die neu entdeckte Version erschien 30 Jahre früher (1810), und zwar als Nummer 4 unter dem Reihentitel "Komische Gesänge mit Begleitung der Guitarre", herausgegeben im Friedrich-Hofmeister-Musikverlag in Leipzig. Sie stammt von dem Komponisten J. E. Reiner. Dieser Hinweis ist umso bedeutender, als bisher in Bezug auf den Verfasser des Liedes immer sehr vage von "Göttinger Studentenkreisen" die Rede war.
Das "neue" Lied weist neun Strophen auf, darunter auch solche, die in dem (zum ersten Mal) 12 Strophen umfassenden Text von 1818 nicht enthalten sind. Wichtig ist jedoch vor allem die (allseits bekannte) sechste Strophe, denn durch sie lässt sich die Entstehung des Liedes ungefähr datieren. Hier ist nämlich von der Kuhpockenimpfung die Rede. Diese wurde von dem englischen Landarzt Edward Jenner (1749–1823) im Jahr 1796 wissenschaftlich begründet. Die Tatsache, dass im Eisenbarth-Lied darauf eine Anspielung vorkommt, bedeutet, dass dieses vorher nicht existiert haben konnte. Demzufolge datiert man den Ursprung des Schmähgesangs auf die Zeit um 1800.

## Entstehung
Wahrscheinlich ist das Scherzlied Ich bin der Doktor Eisenbart um 1800 unter Göttinger Studenten entstanden. Ein beliebtes Ausflugsziel für sie war damals Hann. Münden, wo Johann Andreas Eisenbarth 1727 starb und ihm ein Grabmal errichtet wurde.

## Liedtext
Das Lied beginnt mit der Strophe
Ich bin der Doktor Eisenbart,

widewidewitt, bum, bum,

heil die Leut’ nach meiner Art,

widewidewitt, bum, bum.

Kann machen, dass die Blinden geh’n,

widewidewitt, juchheirassa,

und dass die Lahmen wieder seh’n,

widewidewitt, bum, bum.
und hat zahlreiche weitere Strophen, die im Laufe der Zeit zu den ursprünglichen zwölf hinzugedichtet wurden.

## Verbreitung
Ich bin der Doktor Eisenbart erlangte unmittelbar große Popularität und war in ganz Deutschland bekannt. Aber auch über den deutschsprachigen Raum hinaus fand das Lied Verbreitung, so als Ik ben de Doctor Yzerbaard in den Niederlanden oder als Oh! Dr. Eisenbart’s my name in Großbritannien. Auch gab es französische und polnische Versionen.

## Rezeption

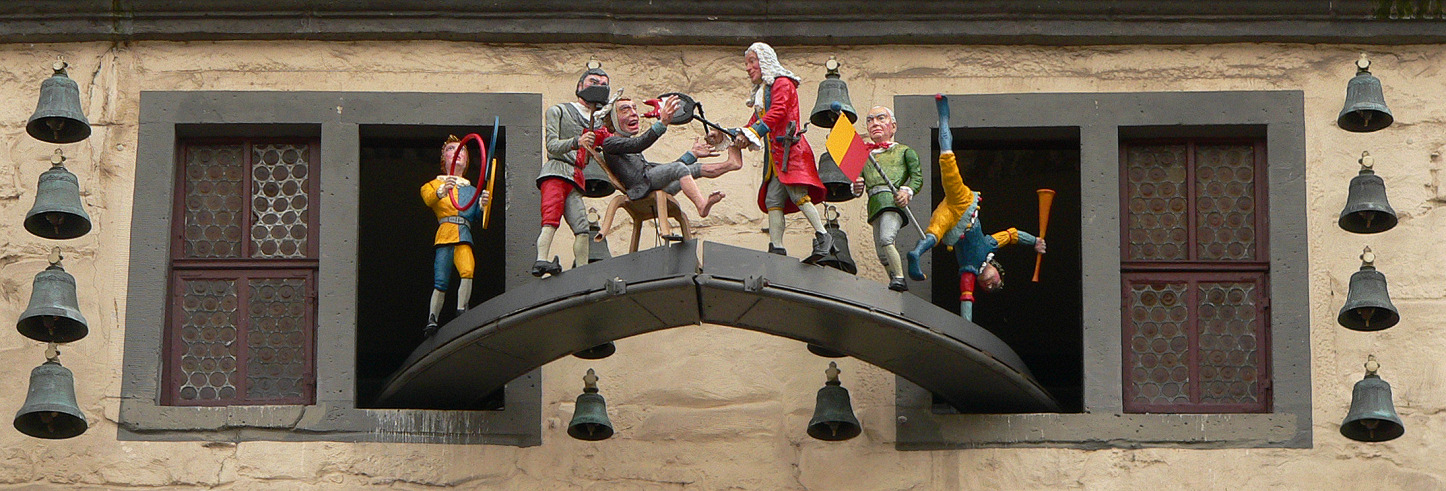
Glockenspiel an der Fassade des Rathauses Hann. Münden mit Doktor Eisenbart

Zahlreiche Parodien, wie Ich bin der Schlächter Bonapart aus der Zeit der Befreiungskriege oder Ich bin der Doktor Hindenburg aus der Zeit des Ersten Weltkriegs zeugen von der anhaltenden Beliebtheit des Liedes.
Ich bin der Doktor Eisenbart und dessen große Bekanntheit bildete auch einen wesentlichen Anstoß zu literarischen Bearbeitungen des Stoffes in Form von Romanen, z. B. von Agnes Harder (1897), Josef Winckler (1928), Fritz Nölle (1940), Hanns Kneifel (2002) oder Bühnenwerken, z. B. von Otto Falckenberg (1907), Otto Weddigen (1909), Hermann Zilcher (1921).
Der Roman Josef Wincklers wiederum diente dem im KZ Auschwitz-Birkenau ermordeten tschechischen Komponisten Pavel Haas als Vorlage für das Libretto seiner einzigen Oper Šarlatán (Der Scharlatan).
Musikalisch integriert wurde das Eisenbart-Lied in die Operette Doktor Eisenbart des österreichischen Komponisten Nico Dostal.
Die Melodie des Eisenbart-Liedes erklingt auch als Glockenspiel beim Figurenumlauf im Giebel des Rathauses von Hann. Münden, dem Sterbeort des Protagonisten.
In den 1930er-Jahren bildete die Tonfolge von Ich bin der Doktor Eisenbart die Grundlage für das Scherzlied Ein Mann, der sich Kolumbus nannt, das in der Folgezeit ebenfalls zu einem beliebten Kinderlied wurde.